# Ramu-donjosepički jezici
Ramu-donjosepički jezici, porodica papuanskih jezika s Papue Nove Gvineje, nekad dio šire porodice sepik-ramu. Sastoji se od (32) jezika podijeljenih u nekoliko užih skupina i podskupina, to su: 
a. Kambot (1) s jezikom ap ma [kbx];
b) Donjosepički s podskupinama Angoram (1), Chambri (1), karawari (2) i nor (2);
c) Ramu (25) s podskupinama Grass (4), središnji ramu (3), mikarew (3), ottilien (5), tamolan (6) i tanggu (4)